# Mies Bouwman

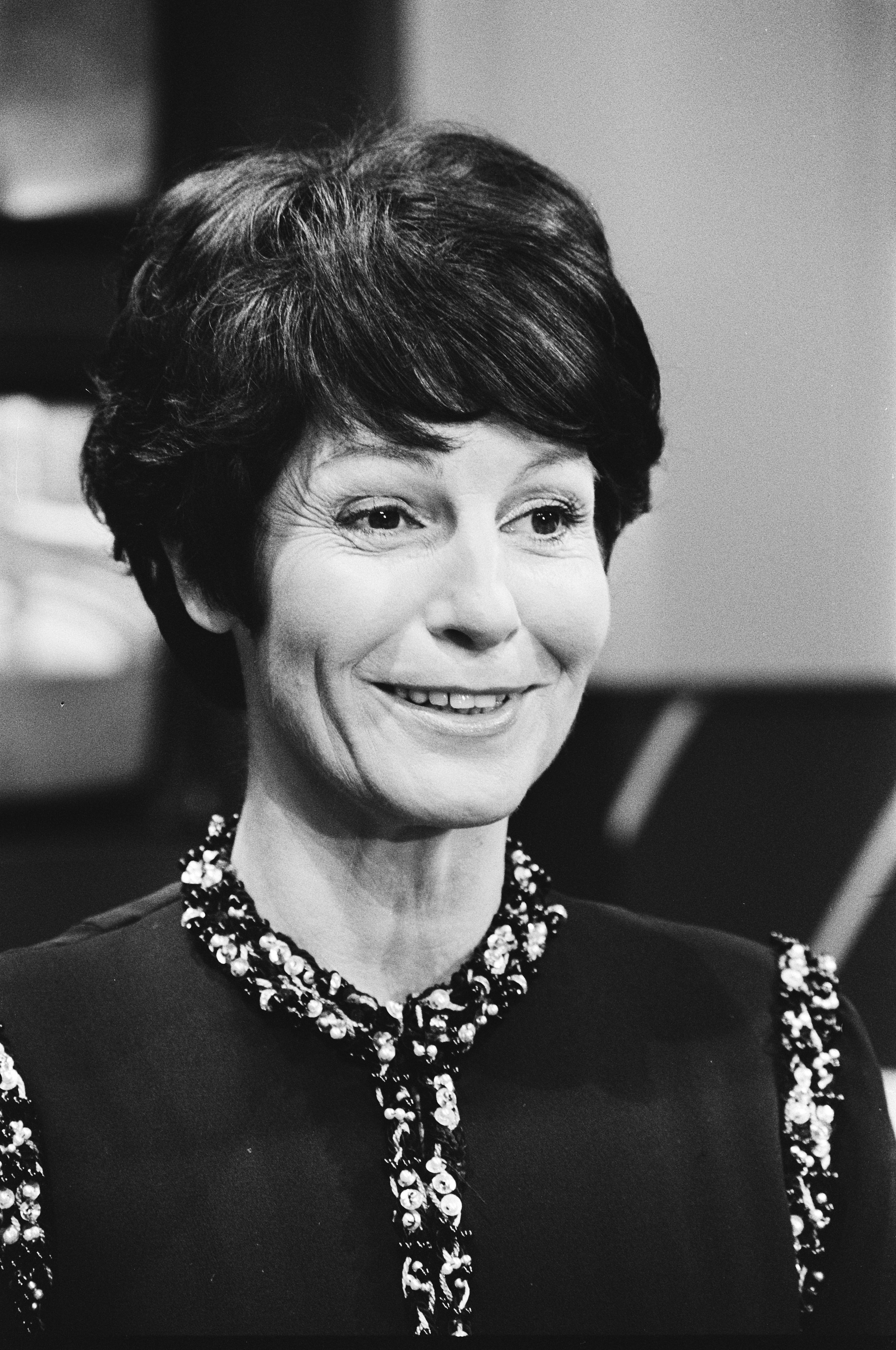
Mies Bouwman (1979).

Maria Antoinette "Mies" Bouwman, född 31 december 1929 i Amsterdam, död 26 februari 2018 i Elst i provinsen Utrecht, var en nederländsk TV-programledare. Under sin karriär ledde hon program som Eén van de acht, Open Het Dorp och Mies en scène samtliga på kanalen VARA.